# Rui Komatsu
Rui Komatsu (小松 塁, Komatsu Rui) est un footballeur japonais né le 29 août 1983. Il évolue au poste d'attaquant.